# Chant des baleines

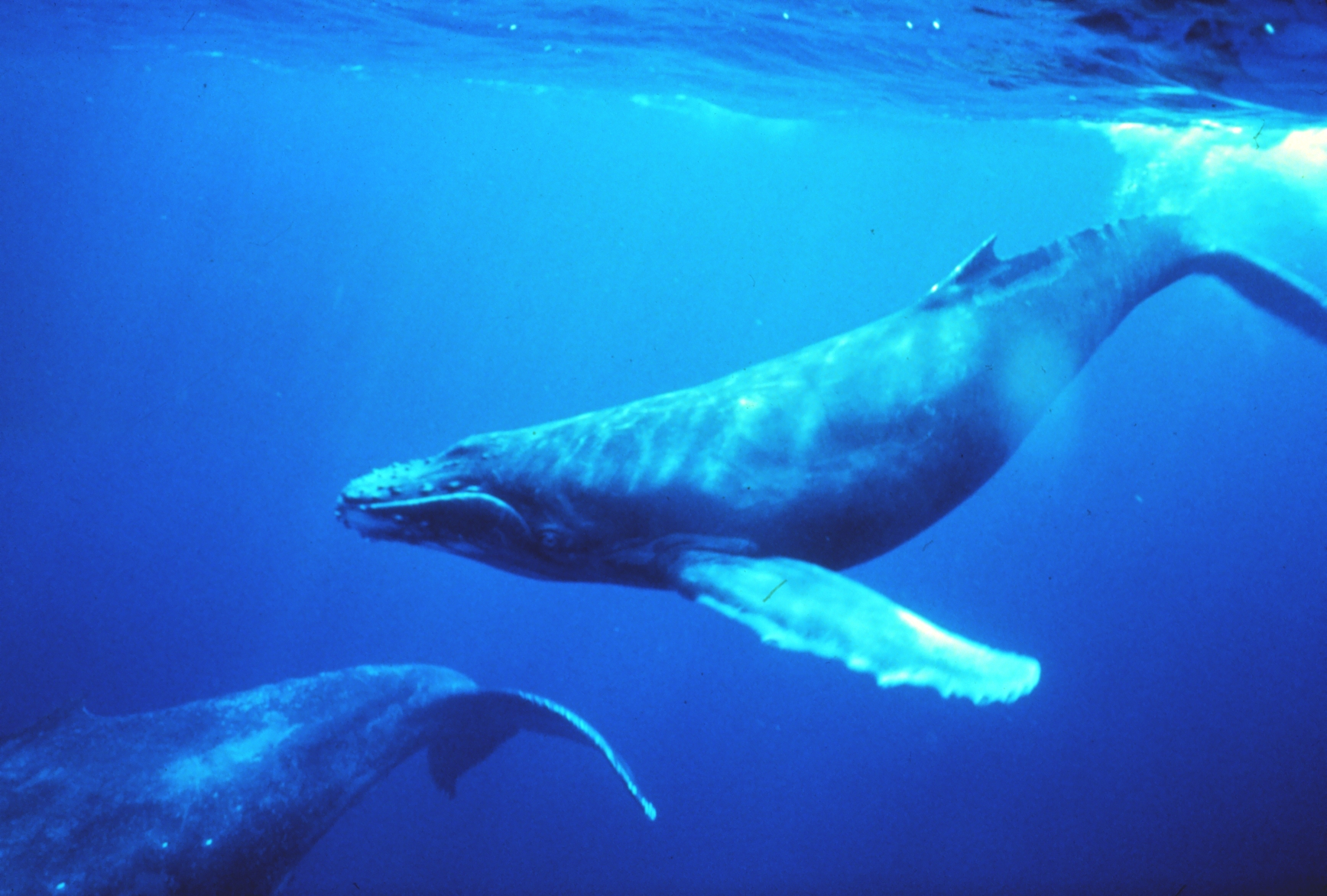
Les Baleines à bosse sont connues pour leur chant.

Les chants des baleines sont des sons émis par ces cétacés pour communiquer entre eux. On parle de « chants », pour décrire l'impression répétitive et prévisible de ces messages, qui dépendent de l'espèce de la baleine qui les émet.
Le processus biologique, qui permet à l'animal de produire ces sons dépend de la famille à laquelle il appartient. Cependant, toutes les baleines, les dauphins et les orques utilisent ces sons comme sonars pour se repérer sous l'eau. En effet, la lumière n'est presque plus présente à de grandes profondeurs, et cet outil leur permet une représentation efficace de leur environnement. D'après certains écologistes, l'augmentation du bruit dans les océans, principalement à cause des machines humaines, interfère avec ces sons et trompe l'animal : et souvent, cette erreur lui est fatale.

## Production de son
Chez les humains, les sons sont produits de la manière suivante : l'air pulmonaire expiré traverse le larynx où se trouvent les cordes vocales ; celles-ci en s'ouvrant et se fermant segmentent la colonne d'air en une succession de bouffées qui sont ensuite façonnées par la gorge, la langue et les lèvres pour former les sons désirés.
Chez les cétacés, la production de sons résulte d'autres processus. Le mécanisme est d'ailleurs différent chez les odontocètes (baleines à dents, y compris les dauphins) de chez les mysticètes (baleines à fanons, incluant les baleines les plus grandes, comme la baleine bleue).

### Émission du son chez les cétacésodontocètes

Tête schématisée d'un dauphin montrant les régions impliquées dans la production sonore. Ce croquis a été redessiné d'après Cranford (2000).

Les baleines à dents ne produisent pas les sons de basses fréquences connus sous le nom de chant des baleines. À la place, elles produisent des bouquets rapides de cliquetis et de sifflements de haute fréquence. Les clics isolés sont en général utilisés pour l'écholocation alors que les séries de cliquetis et de sifflements servent à communiquer. Bien que les dauphins produisent lorsqu'ils sont en groupe une véritable cacophonie de sons variés, la signification de ces sons reste mystérieuse. Frankell (1998) cite un chercheur qui compare le bruit produit par un groupe de dauphins à celui fait par des enfants dans une cour de récréation.
Les divers sons sont produits par le passage de l'air au travers d'une structure anatomique située dans la tête, appelée lèvres phoniques (phonic lips des anglophones) ou museau de singe, comparable aux voies nasales humaines. Lorsque l'air emprunte ce conduit étroit, il provoque, à la manière des ronflements humains, l'aspiration et l'accolement des lèvres phoniques et la mise en vibration des tissus environnants, avec émission d'un son. La vibration peut, tout comme l'homme le fait avec son larynx pour la voix, être volontairement contrôlée par l'animal avec beaucoup de précision. Pour l'écholocation, la vibration traverse les tissus crâniens jusqu'au melon, une sorte de caisse de résonance qui forme et oriente le faisceau sonore. Toutes les baleines à dents, sauf le cachalot possèdent deux paires de lèvres phoniques et peuvent ainsi émettre deux sons indépendamment. L'air qui a passé les lèvres phoniques entre dans le sac vestibulaire. De là, il peut être expulsé à l'extérieur par l'évent ou être renvoyé dans la partie inférieure de l'appareil nasal et recyclé pour émettre un nouveau son.
De récentes analyses crâniennes utilisant les techniques de tomographie axiale et de tomographie par émission de photon unique ont montré, au moins dans le cas du grand dauphin, que l'air pouvait être acheminé à l'appareil nasal depuis les poumons par le sphincter palatopharyngien, permettant au processus de création sonore de 
continuer aussi longtemps que l'animal était capable de retenir sa respiration.

### Émission du son chez les cétacésmysticètes
Les baleines n'ont pas de structure du type museau de singe (lèvres phoniques). Leur larynx semble jouer un rôle lors de la production sonore, avec un vibreur appelé U-folds homologue aux cordes vocales (et un second vibrateur, les corniculate flaps). Le mécanisme exact commence à être modélisé. Le processus n'est pas complètement analogue à celui de l'homme car les baleines produisent des sons sans expirer. Les sons sont émis par des transferts d'air entre les différents organes aériens (principalement les poumons et les sacs laryngés) en circuit fermé, amplifiés par deux résonateurs (sinus crâniens — les cavités nasales — et sacs laryngés).

## Le but de la production sonore des cétacés
Contrairement aux lancinants et complexes chants des baleines à bosse (et de certaines baleines bleues), dont le but supposé est initialement la sélection du partenaire sexuel (voir ci-dessous), les sons plus simples des autres cétacés ont une utilité constante. Bien que les baleines à dents (incluant l'orque) soient capables d'utiliser l'écholocation (émission directionnelle d'ultrasons) pour détecter très précisément la taille et la nature des objets, les baleines à fanons n'ont pas cette capacité. De plus, contrairement à certains poissons, comme les requins, l'odorat des baleines n'est pas très développé. Les sons audibles par l'homme jouent un rôle dans la navigation dans leur milieu où la visibilité est faible et où le son se propage bien. Par exemple, la profondeur ou les gros obstacles peuvent être détectés par les sons puissants émis par les baleines à fanons.

## Chant des baleines à bosse
Deux groupes de baleines, les baleines à bosse et les baleines bleues de l'Océan Indien, sont connues pour émettre des sons répétitifs à différentes fréquences, ce que l'on appelle le « chant des baleines ». Philip Clapham (1996), biologiste marin américain, décrivait ce son comme « le plus complexe du règne animal ».
Les baleines à bosse mâles ne s'exercent à ce chant qu'au cours de la saison des amours, et il est possible que ces sons aient un impact sur la sélection sexuelle des partenaires. Cependant, nous n'avons pas tellement d'informations, en dépit des travaux sur le sujet, et l'étude de cette hypothèse est sujette à de nombreuses recherches actuelles.
Les chercheurs Roger Payne et Scott McVay ont les premiers analysé ces chants en 1971. Ces sons suivent une structure hiérarchique très distincte. L'unité de base (parfois appelée note) est un son continu de fréquence variable, entre 20 Hz et 10 kHz, qui dure de une à quelques secondes. L'être humain est capable de percevoir les sons dans la gamme 20 Hz - 20 kHz, ce qui fait qu'ils nous sont parfaitement audibles sans équipement. La variation de fréquence au cours d'une note peut être une modulation de fréquence : vers l'aigu, vers le grave, sans changement de puissance ; ou une modulation d'amplitude : plus fort, moins fort ou au même volume sonore. Ce qui fait un total de 9 unités sonores.
Une suite de 4 à 6 unités forme une sous-phrase, et dure environ 10 secondes. Au moins deux sous-phrases forment une phrase. Une baleine répète généralement une même phrase pendant 2 à 4 minutes, ce que l'on appelle un thème. Une suite de thèmes forme un chant. Les baleines peuvent répéter ce chant - qui dure environ 20 minutes - pendant des heures, voire des jours entiers. Cette hiérarchie linguistique en « poupées russes » a captivé l'attention des chercheurs.
De plus, avec le temps, le chant d'une baleine évolue. Par exemple, une note qui à l'origine augmentait sa fréquence (« upsweep ») devient, au fur et à mesure des chants, une note constante, une autre note peut devenir plus forte (« louder »). En plus de ces quelques variations, d'autres s'installent avec l'âge de l'animal, au cours des mois ou des années. Ainsi, l'enregistrement des chants ces dernières années montre en moyenne une tonalité plus grave car la chasse à la baleine diminuant, le taux de baleines âgées augmente.
Les baleines qui vivent sur une même partie du globe ont des chants similaires - en dehors, même les notes sont totalement différentes. Mais la logique reste la même.
Une étude sur 19 ans a prouvé que le son des baleines ne fait jamais de « retour en arrière » : un chant qui a évolué continue d'évoluer, les anciens chants ne sont jamais prononcés par la suite.
Les baleines à bosse émettent également des sons isolés, qui n'appartiennent pas à un chant. 
Enfin, une troisième catégorie de chant est l'appel au repas (« feeding call »). C'est un chant relativement long (5 à 10 secondes) d'une fréquence et d'une amplitude constante. Les baleines à bosse se nourrissent généralement toutes ensemble, en se rassemblant pour attaquer les bancs de poissons. La raison exacte de l'émission de ce chant est encore inconnue, mais il est possible que les poissons le reconnaissent. En effet, quand on repasse à l'aide d'un matériel adapté l'appel au repas d'une baleine, les poissons s'enfuient à l'autre bout du bassin, bien qu'il n'y ait pas de baleine.

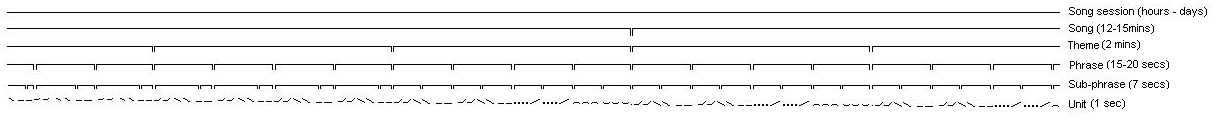
Chant d'une baleine à bosse, d'après Payne, (1983).

## Les autres chants des baleines
Les autres baleines émettent des sons entre 15 et 20 hertz. Cependant, des biologistes marins de l'institut océanographique de Woods Hole ont reporté dans le New Scientist en décembre 2004 qu'ils avaient suivi une baleine dans le Pacifique Nord pendant 12 ans qui avait « chanté » à 52 Hz; ils l'ont ainsi appelée 52 hertz. Les scientifiques sont actuellement incapables d'expliquer cette différence importante comparée aux chants observés jusqu'alors. Cependant, ils affirment que l'animal à l'origine des sons était bien une baleine, d'une espèce connue, suggérant alors que nous sous-estimons probablement la capacité vocale de ces animaux.
La plupart des baleines et des dauphins émettent des sons d'une complexité variable. Le béluga (ou « canari marin ») est particulier pour ses chants ponctués de sifflements, de clics et de pulsations variées.

## Interactions humaines
Les chercheurs utilisent des hydrophones (souvent utilisés à l'origine dans un usage militaire pour traquer les sous-marins) pour s'assurer de l'exacte position de l'origine des sons, permettant de les détecter même à de grandes distances. Des recherches effectuées par le docteur Christopher Clark de l'université Cornell regroupant des données militaires accumulées durant 30 ans démontrent que le chant des baleines se déplace sur plus de 3 000 km. En plus des informations ainsi déduites sur la production des sons chez les cétacés, ces observations ont permis une meilleure approche du trajet migratoire des baleines au cours de la saison des amours - qui s'avère également être la saison des chants.
Clark soutient que, avant que l'homme ne vienne perturber la surface des océans, les chants des baleines pouvaient probablement traverser les océans d'un bout à l'autre. Ses recherches mettent en avant le fait que le bruit sous-marin ambiant produit par l'homme (bateaux, sous-marins...) double toutes les décennies. Cela affecte grandement la netteté et la transmission des sons émis par les cétacés - certains avancent même l'hypothèse que ce phénomène désorienterait les cétacés, qui viendraient ensuite s'échouer sur les plages. D'autres recherches, menées au Canada, ont prouvé qu'à proximité d'un trafic maritime important, par exemple au large de la ville de Vancouver, les orques adaptent leur fréquence, augmentent l'amplitude de leurs chants de façon qu'ils soient mieux audibles. La pollution sonore, en limitant la communication entre ces animaux, rend la recherche d'un partenaire plus difficile.

## Voir aussi

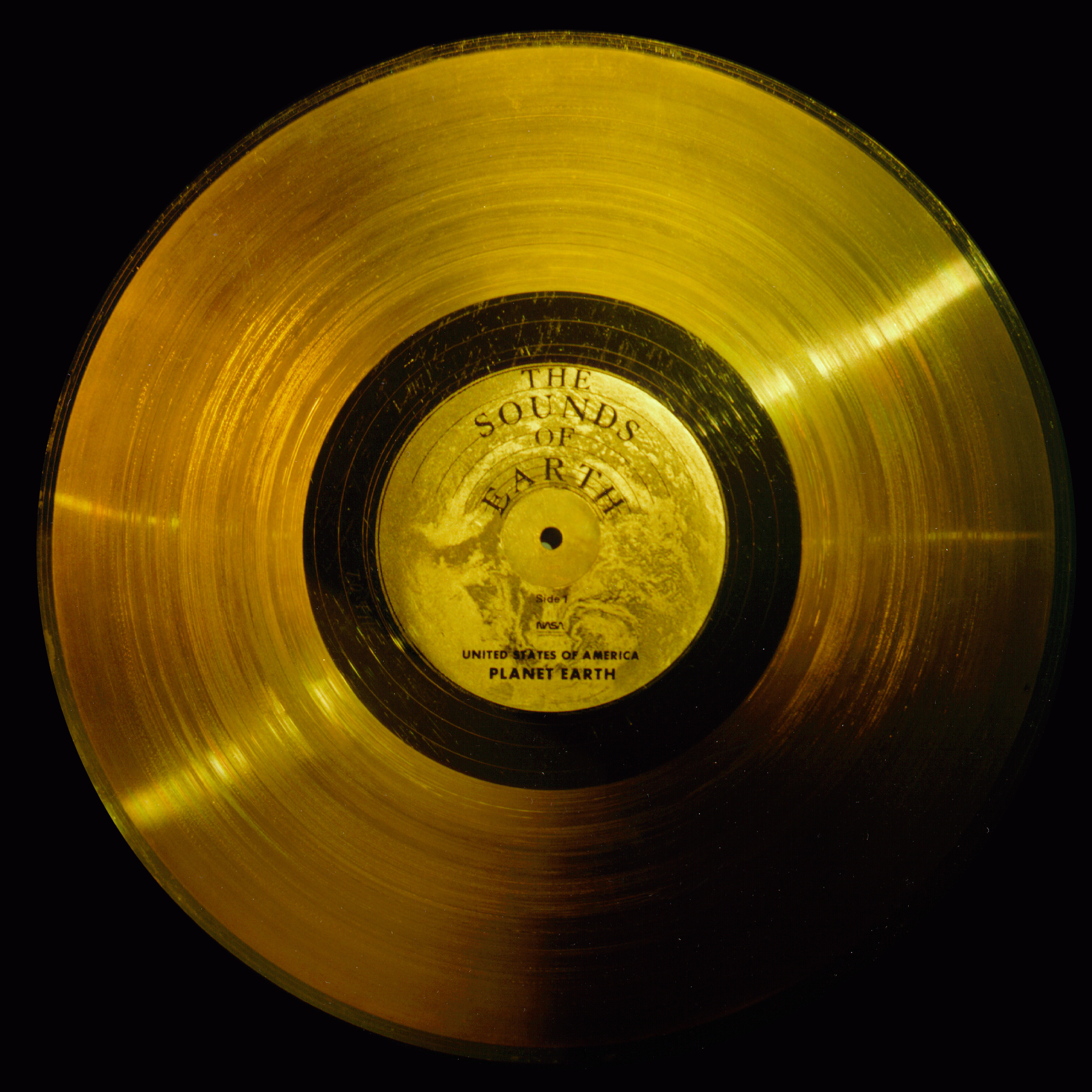
Les disques d'or de la sonde Voyager emportèrent un enregistrement des chants de baleine dans l'espace avec d'autres sons représentant la planète Terre.

### Sources
- (en) Lone whale's song remains a mystery, New Scientist, no 2477, 11 décembre 2004
- (en) Sound production, Adam S. Frankell, Encyclopedia of Marine Mammals (p. 1126-1137)  (ISBN 0-12-551340-2) (1998)
- (en) In search of impulse sound sources in odontocetes de Ted Cranford dans Hearing by Whales and Dolphins (W. Lu, A. Popper et R. Fays eds.). Springer-Verlag (2000).
- (en) Progressive changes in the songs of Humpback Whales (Megaptera novaeangliae): a detailed analysis of two seasons in Hawaii par K.B.Payne, P. Tyack et R.S. Payne dans Communication and behavior of whales. Westview Press (1983)
- (en) BBC News, 28 février 2005. Unweaving the song of whales
- (en) Humpback Whales, par Phil Clapham  (ISBN 0-948661-87-9)
- (en) Structural and functional imaging of bottlenose dolphin (Tursiops truncatus) cranial anatomy, par Dorian S. Houser, James Finneran, Don Carder, William Van Bonn, Cynthia Smith, Carl Hoh, Robert Mattrey et Sam Ridgway, Journal of Experimental Biology Volume = 207
- (en) Cody Cottier, « Whale Songs Obey Basic Rules of Human Languages », sur Scientific American (consulté le 18 février 2025)